# Букшань (Джурджу)
Букшань, Букшані (рум. Bucșani) — село у повіті Джурджу в Румунії. Адміністративний центр комуни Букшань.
Село розташоване на відстані 35 км на захід від Бухареста, 57 км на північний захід від Джурджу, 146 км на схід від Крайови, 142 км на південь від Брашова.

## Населення
За даними перепису населення 2002 року у селі проживали 1090 осіб. Рідною мовою 1086 осіб (99,6%) назвали румунську.
Національний склад населення села:
| Національність | Кількість осіб | Відсоток |
| -------------- | -------------- | -------- |
| румуни         | 1085           | 99,5%    |
| цигани         | 5              | 0,5%     |